# NGC 6552
NGC 6552 (другие обозначения — UGC 11096, MCG 11-22-18, ZWG 322.26, KUG 1800+666, IRAS18001+6638, PGC 61252) — спиральная галактика с перемычкой в созвездии Дракон.
Галактика обладает активным ядром и относится к сейфертовским галактикам типа II
Этот объект входит в число перечисленных в оригинальной редакции «Нового общего каталога».